# Phytobia pipinna
Phytobia pipinna este o specie de muște din genul Phytobia, familia Agromyzidae, descrisă de Mitsuhiro Sasakawa în anul 1992.
Este endemică în Peru. Conform Catalogue of Life specia Phytobia pipinna nu are subspecii cunoscute.